# Mossebo landskommun
Mossebo landskommun var en tidigare kommun i dåvarande Älvsborgs län.

## Administrativ historik
Kommunen inrättades i Mossebo socken i Kinds härad i Västergötland när 1862 års kommunalförordningar trädde i kraft.
Vid Kommunreformen 1952 uppgick kommunen i Tranemo landskommun. En del av dess område utbröts ur denna 1953 och överfördes till Dalstorps landskommun som 1974 uppgick  i Tranemo kommun medan den ej utbrutna delen kom att från 1971 uppgå i Tranemo kommun.

## Politik

### Mandatfördelning i Mossebo landskommun 1942-1946
| 2 | 7 | 3 | 3 |

| 14 |

| 3 | 6 | 2 | 4 |

| 14 |